# U 70 (U-Boot, 1940)
U 70 war ein deutsches U-Boot vom Typ VII C, welches im Zweiten Weltkrieg von der deutschen Kriegsmarine eingesetzt wurde.

## Geschichte
Der Auftrag für das Boot wurde am 30. Mai 1938 an die Germaniawerft in Kiel vergeben. Die Kiellegung erfolgte am 19. Dezember 1939, der Stapellauf am 12. Oktober 1940. Die Indienststellung unter Kapitänleutnant Joachim Matz fand schließlich am 23. November 1940 statt.
Der am 1. Oktober 1913 in Magdeburg geborene Joachim Matz trat 1932 in die damalige Reichsmarine ein. Er diente als Wachoffizier auf U 30 und U 14, bevor er im Dezember 1938 das Kommando auf U 6 übernahm. Obwohl es sich bei U 6 um ein in Schulboot zur Offiziersausbildung handelte, absolvierte Matz mit diesem Boot bei Kriegsbeginn eine Unternehmung. Im Sommer des folgenden Jahres kommandierte Matz U 59 auf fünf Unternehmungen, bis er im Herbst das Kommando auf U 70 übernahm.
Das Boot gehörte nach seiner Indienststellung am 23. November 1940 bis zu seiner Versenkung am 7. März 1941 als Ausbildungs- und Frontboot zur 7. U-Flottille in Kiel. Als Turmwappen führte es die Zeichnung einer eisernen Faust mit dem Zusatz „Götz von Berlichingen“.
Kommandant Joachim Matz führte U 70 während seiner Dienstzeit auf einer Unternehmung, auf der er drei Schiffe mit einer Gesamttonnage von 20.484 BRT beschädigte.

## Einsatzstatistik
U 70 verließ Kiel am 20. Februar 1941. Am nächsten Tag lief das Boot in Helgoland ein, bevor es von dort am 22. Februar 1941 zu seinem einzigen Feindeinsatz auslief. Am 7. März 1941 wurde es im Nordatlantik versenkt. Auf dieser 15 Tage dauernden Unternehmung beschädigte Kommandant Matz drei Schiffe mit 20.484 BRT.
- 7. März 1941: Beschädigung des britischen Dampfers Athelbach mit 6.568 BRT. Der Dampfer wurde durch einen Torpedo beschädigt. Das Schiff gehörte zum Konvoi OB-293.
- 7. März 1941: Beschädigung des britischen Dampfers Delilian mit 6.423 BRT. Der Dampfer wurde durch einen Torpedo beschädigt. Er hatte Stückgut geladen und befand sich auf dem Weg von Glasgow nach Saint John. Er konnte noch nach Glasgow einlaufen und wurde dort repariert. Das Schiff gehörte zum Konvoi OB-293.
- 7. März 1941: Beschädigung des niederländischen Tankers Mijdrecht mit 7.493 BRT. Der Tanker wurde durch einen Torpedo beschädigt. Er fuhr in Ballast und war auf dem Weg von Grangemouth nach Trinidad. Das Schiff gehörte zum Konvoi OB-293.

## Verbleib
Im Frühjahr 1941 war U 70 Teil einer U-Bootgruppe, die nach Maßgaben der von Karl Dönitz entwickelten Rudeltaktik den alliierten Geleitzug OB 293 angriff. Am 7. März 1941 wurde U 70 südöstlich von Island von der Besatzung eines im Geleitzug mitfahrenden niederländischen Tankers entdeckt. Der Tanker hielt auf das tauchende U-Boot zu und beschädigte U 70 beim Überlaufen auf Periskoptiefe schwer. Anschließend wurde U 70 durch Wasserbomben der britischen Flower-Klasse-Korvetten HMS Camelia und HMS Arbutus zusätzlich beschädigt. Das deutsche U-Boot wurde mit über 50 Wasserbomben attackiert, lief letztlich voll Wasser, konnte von der Besatzung nicht mehr kontrolliert werden und sank auf 200 m Tiefe ab. In dieser Situation entschloss sich Kommandant Matz, U 70 mit dem Einleiten der verbliebenen Druckluft in die Tauchzellen, unkontrolliert auftauchen zu lassen, und das Boot zu evakuieren. Von Bord der Arbutus war das Manöver des deutschen Bootes beobachtet worden, und die britische Korvette hielt in der Absicht, einen Rammstoß auszuführen unter Artilleriefeuer auf U 70 zu. Die HMS Arbutus brach den Angriff aber ab, als bemerkt wurde, dass die deutsche Besatzung ins Wasser sprang. Daraufhin ließ die Korvette Rettungsboote zu Wasser. U 70 sank auf der Position 60° 15′ N, 14° 0′ W im Marine-Planquadrat AM 1193.
20 Besatzungsmitglieder fanden bei den Angriffen auf U 70 den Tod, 25 Besatzungsmitglieder wurden von der HMS Arbutus gerettet, darunter der Kommandant Kapitänleutnant Joachim Matz. U 70 verlor während seiner Dienstzeit vor der Versenkung keine Besatzungsmitglieder.